# Liste der Herrschaften im Heiligen Römischen Reich
Die Liste der Herrschaften im Heiligen Römischen Reich enthält die Territorien, die als Herrschaften im Heiligen Römischen Reich bezeichnet wurden. Nicht berücksichtigt werden andere Territorien, wie Grafschaften, Herzogtümer, Kurfürstentümer usw.
Die Herrschaften sind nach heutigen Länder- und Verwaltungsgrenzen sortiert.

## Deutschland

### Baden-Württemberg
| |  |  |
| Herrschaft Adelmannsfelden Herrschaft Alfingen Herrschaft Badenweiler Herrschaft Baldern Herrschaft Ballmertshofen Herrschaft Blumenfeld Herrschaft Böbingen Herrschaft Bohlingen Herrschaft Burgberg Herrschaft Bussen Herrschaft Dürmentingen Herrschaft Duttenstein Herrschaft Eglingen Herrschaft Göffingen Herrschaft Grundsheim Herrschaft Haigerloch Herrschaft Hausen Herrschaft Heidenheim Herrschaft Heinriet Herrschaft Heudorf Herrschaft Justingen Herrschaft Scheer Herrschaft Schelklingen Herrschaft Scheuerberg Herrschaft Trugenhofen Herrschaft Wolfsölden |  |  |

### Bayern
| |  |  |
| Herrschaft Aislingen Herrschaft Baumgarten Herrschaft Boos Herrschaft Burgrain Herrschaft Diemantstein Herrschaft Eberstall Herrschaft Eisenburg Herrschaft Glött Herrschaft Hochhaus Herrschaft Hohenburg-Bissingen Herrschaft Hohenschwangau Herrschaft Kemnat Herrschaft Mitwitz Herrschaft Osterberg Herrschaft Ottilienberg Herrschaft Rettenberg Herrschaft Riedenburg Herrschaft Schwabegg Herrschaft Staufen Herrschaft Sugenheim Herrschaft Wilhermsdorf |  |  |

### Brandenburg
| |  |  |
| Herrschaft Badingen und Himmelpfort Herrschaft Baruth Herrschaft Beeskow Herrschaft Cottbus Herrschaft Drehna Herrschaft Finsterwalde Herrschaft Forst Herrschaft Freyenstein Herrschaft Golßen Herrschaft Neu-Hardenberg Herrschaft Leuthen Herrschaft Lieberose Herrschaft Lübbenau Herrschaft Mühlberg Herrschaft Reichwalde Herrschaft Ruhland, Oberlausitz Herrschaft Ruppin Herrschaft Sonnewalde Herrschaft Spremberg Herrschaft Straupitz Herrschaft Storkow Herrschaft Teupitz Herrschaft Zauche Herrschaft Zossen |  |  |

### Hessen
| |  |  |
| Herrschaft Babenhausen Herrschaft Bilstein Herrschaft Breuberg Herrschaft Franckenstein Herrschaft Gedern Herrschaft Habitzheim Herrschaft Schaumburg |  |  |

### Mecklenburg-Vorpommern
Mecklenburg
| |  |  |
| Herrschaft Gnoien Herrschaft Mecklenburg Herrschaft Parchim-Richenberg Herrschaft Rostock Herrschaft Schwaan Herrschaft Stargard Herrschaft Werle |  |  |

### Niedersachsen
| |  |  |
| Herrschaft Dassel Herrlichkeit Dinklage Herrschaft Einbeck Herrlichkeit Gödens Herrschaft Jever Herrschaft Kniphausen Herrlichkeit Lage |  |  |

### Nordrhein-Westfalen
| |  |  |
| Herrschaft Anholt Herrschaft Broich Herrschaft Büren Herrschaft Canstein Herrschaft Dyck Herrschaft Gemen Herrschaft Gronau Herrlichkeit Hinderking Herrschaft Hoerstgen Herrschaft Homburg Herrschaft Jünkerath Herrschaft Linnep Herrschaft Lohn Herrschaft Merode Herrschaft Ottenstein Herrschaft Padberg Herrschaft Rheda Herrschaft Styrum Herrschaft Wickrath |  |  |

### Rheinland-Pfalz
| |  |  |
| Herrschaft Bettingen Herrschaft Bretzenheim Herrschaft Bruch Herrschaft Jünkerath Herrschaft Königsfeld Herrschaft Lahr Herrschaft Landstuhl Herrschaft Lissingen Herrschaft Neuerburg Herrschaft Olbrück Herrschaft Reichenstein Herrschaft Reipoltskirchen Herrschaft Scharfeneck Herrschaft Schönstein Herrschaft Vallendar Herrschaft Wildenburg |  |  |

### Saarland
| |  |  |
| Herrschaft Blieskastel Herrschaft Dagstuhl Herrschaft Hattweiler Herrschaft Ottweiler Herrschaft Püttlingen |  |  |

### Sachsen
| |  |  |
| Herrschaft Blankenau Herrschaft Königsbrück (Oberlausitz) Herrschaft Muskau (Oberlausitz) Herrschaft Purschenstein Herrschaft Rabenstein Schönburgische Herrschaften Herrschaft Schwarzenberg Herrschaft Wildenfels Herrschaft Mylau |  |  |

### Sachsen-Anhalt
| |  |  |
| Herrschaft Barby (1435–1497, davor und danach Grafschaft Barby) Herrschaft Lindau Herrschaft Rosenburg (1680–1806, danach Amt Rosenburg) Herrschaft Walternienburg (17./18. Jahrhundert, danach Amt Walternienburg) |  |  |

### Schleswig-Holstein
|                        |  |  |
| Herrschaft Hessenstein |  |  |

### Thüringen
| |  |  |
| Herrschaft Berka Herrschaft Bilstein Herrschaft Farnroda Herrschaft Lengsfeld Herrschaft Lohra Herrschaft Schmalkalden |  |  |

## Belgien
|                                        |  |  |
| Herrschaft Enghien Herrschaft Mechelen |  |  |

## Liechtenstein
|                         |  |  |
| Herrschaft Schellenberg |  |  |

## Niederlande
In den niederländischsprachigen Gebieten war die Bezeichnung Herrlichkeit (Heerlijkheid).
|                                                                              |  |  |
| Herrschaft Borculo Herrschaft Breda Herrschaft Lichtenvoorde Herrschaft Lohn |  |  |

## Frankreich
|                                              |  |  |
| Herrschaft Finstingen Herrschaft Lichtenberg |  |  |

## Österreich
Burgenland
| |  |  |
| Herrschaft Eisenstadt (Ungarn) Herrschaft Güssing (Ungarn) Herrschaft Hornstein (Ungarn) Herrschaft Pinkafeld (Ungarn) Herrschaft Rotenturm (Ungarn) |  |  |

## Polen
Woiwodschaft Lebus
| |  |  |
| Herrschaft Amtitz (Niederlausitz) Herrschaft Beuthen (Niederschlesien) Herrschaft Pförten (Niederlausitz) Herrschaft Sorau (Niederlausitz) Herrschaft Triebel (Niederlausitz) |  |  |

Woiwodschaft Niederschlesien
| |  |  |
| Herrschaft Hummel (Böhmen) Herrschaft Friedland-Seidenberg (Oberlausitz) Herrschaft Kynast (Niederschlesien) Herrschaft Reibersdorf (Oberlausitz) Herrschaft Wartenberg (Niederschlesien) |  |  |

Woiwodschaft Opole
|                                        |  |  |
| Herrschaft Slawentzitz (Oberschlesien) |  |  |

Woiwodschaft Schlesien
|                                                                     |  |  |
| Herrschaft Beuthen (Oberschlesien) Herrschaft Pless (Oberschlesien) |  |  |

## Schweiz
Kanton Bern
- Herrschaft Mannenberg

Kantone St. Gallen und Thurgau
- Herrschaft Klingen
- Herrschaft Sax
- Herrschaft Tannegg

Kanton Wallis
- Herrschaft Anniviers

Kanton Zürich
- Herrschaft Greifenberg
- Herrschaft Greifensee
- Herrschaft Grüningen
- Herrschaft Knonau
- Herrschaft Regensberg